# St. Johannes der Täufer (Spieskappel)

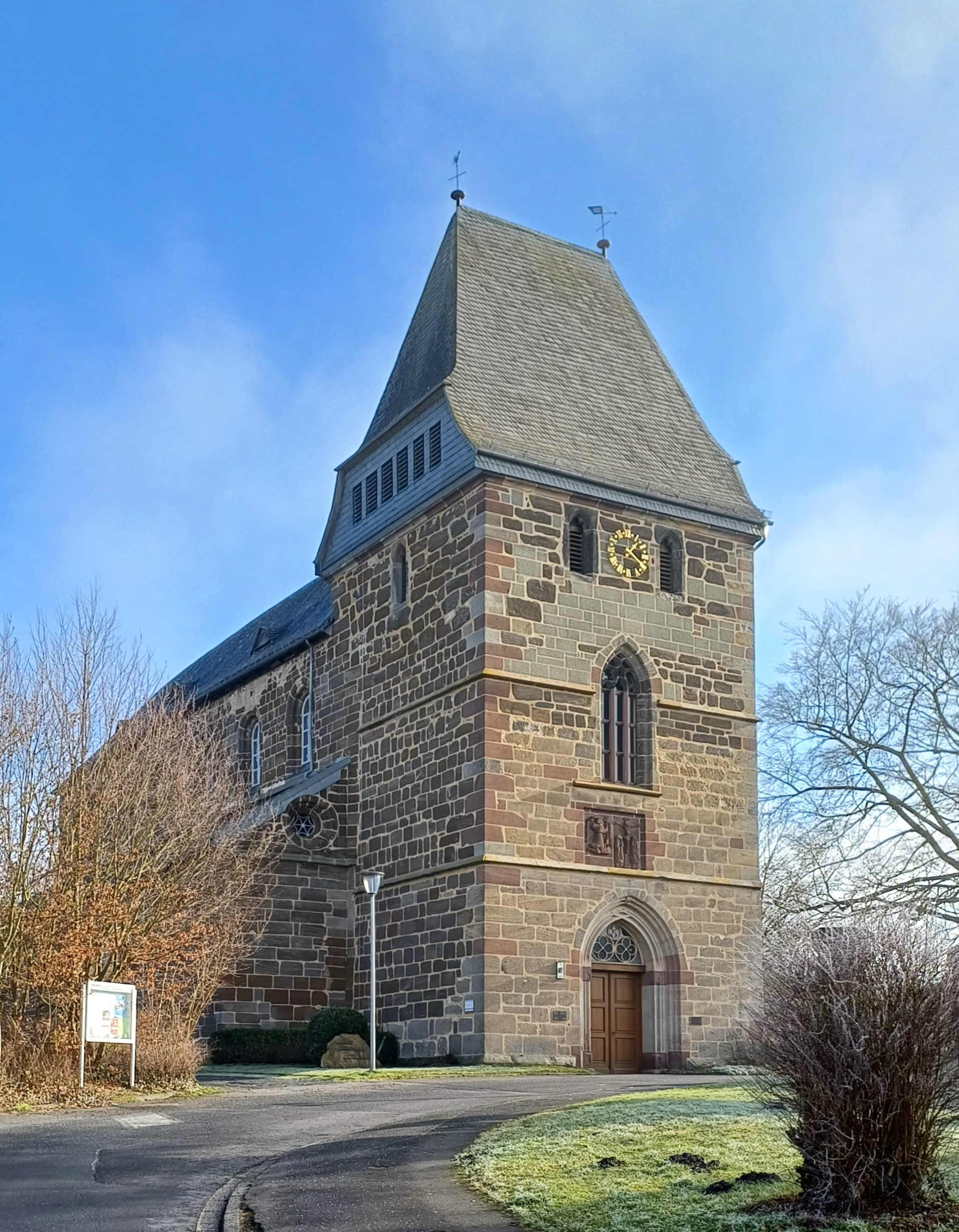
St. Johannes der Täufer in Spieskappel

Die evangelische Kirche St. Johannes der Täufer ist ein denkmalgeschütztes Kirchengebäude, das in Spieskappel steht, einem Ortsteil der Gemeinde Frielendorf im Schwalm-Eder-Kreis in Hessen. Die Kirchengemeinde Spieskappel-Frielendorf gehört zum Kirchspiel Frielendorf im Kirchenkreis Schwalm-Eder im Sprengel Marburg der Evangelischen Kirche von Kurhessen-Waldeck.

## Beschreibung
Die heutige Pfarrkirche, die Kirche des ehemaligen Klosters Spieskappel, wurde 1255 geweiht. Sie war ursprünglich eine Kreuzbasilika von sieben Jochen des Langhauses, Chören am Mittelschiff und den beiden Seitenschiffen und einem Kirchturm im Westen in Breite des Mittelschiffs. Der romanische Kirchturm wurde um 1500 unter Beibehaltung seiner Ostwand durch einen quadratischen, dreigeschossigen, spätgotischen Turm ersetzt. Dabei wurden das Tympanon des romanischen Portals zum Vestibül des heutigen Turms, das mit einem Sterngewölbe überspannt ist, und drei gotische Maßwerkfenster wiederverwendet. Im Obergeschoss des Turms, das nur von der Orgelempore zugänglich ist, befindet sich die Martinskapelle mit einem spätromanischen Altar mit einem Baldachin. Das oberste Geschoss des Turms beherbergt die Turmuhr und den Glockenstuhl, in dem vier Kirchenglocken hängen. Bedeckt ist der Turm mit einem quergestellten Krüppelwalmdach. Der Chor und Ostteile des Langhauses wurden nach 1500 abgebrochen. Dafür wurde im Osten eine Wand mit Maßwerkfenstern gebaut. Das südliche Seitenschiff wurde um 1781 abgebrochen, die Arkaden zum Mittelschiff vermauert und mit großen Fenstern versehen. Von den Arkaden zwischen Mittelschiff und nördlichem Seitenschiff stehen heute noch sechs mit Stützenwechsel, hinter ihnen befindet sich eine Empore. Auf der oberen der zweigeschossigen Empore im Westen stand eine Orgel, die 1771 von Johannes Schlottmann gebaut wurde. Sie wurde 1856 im alten Prospekt durch ein Werk von August Röth ersetzt.
Eine Besonderheit des Kirchenbaus sind die Kapitelle der Säulen zwischen Mittelschiff und Seitenschiff. Sie zeigen, in romanischer Formensprache, Blattwerk und phantastische Gestalten. Eines zeigt Männer- und Frauenköpfe, deren Haare und Bärte miteinander verflochten erscheinen. Aus den Spitzen der Haarflechten wachsen Schlangenköpfe hervor. Über dem Westportal befinden sich eine Plastik des heiligen Michael und eine Kreuzigungsgruppe. Im Tympanon des alten romanischen Portals in der Turmhalle wird Christus zwischen Maria und Johannes dargestellt.

## Die Glocken
Der Turm beherbergt ein vierstimmiges Glockengeläut in der Tonfolge d′-f′-g′-b′. Die drei größten Glocken hängen in einem Holzglockenstuhl, die kleinste in einem separaten Glockenstuhl aus Stahl. In den beiden Weltkriegen sind die Glocken von 1914 und 1922 zu Rüstungszwecken eingeschmolzen worden. Die kleinste Glocke (Nr. 4) wurde anlässlich der 700-jährigen Kirchweihe angeschafft. Auf Glocke 1 wirkt ein mechanisches Schlagwerk für den halbstündlichen Uhrschlag.
| Nr. | Schlagton | Gussjahr | Gießer                    | Inschrift/Zier | Material              |
| --- | --------- | -------- | ------------------------- | --- | --------------------- |
| 1   | d'        | 1953     | A. Junker, Brilon         | KOMMET, DENN ES IST ALLES BEREIT, HÖRET MEIN WORT + + + DIE KIRCHENGEMEINDE SPIESKAPPEL LIESS DIESE GLOCKEN GIESSEN, NACHDEM DIE ALTEN 1914 VON KATHARINA RÖMER GESCHENKT UND 1922 VON HEINRICH KOHL NEU GESTIFTET IN DEN KRIEGEN VERLOREN GINGEN. + + HEILIG, HEILIG, HEILIG IST DER HERR ZEBAOTH + ALLE LANDE SIND SEINER EHRE VOLL + + A. JUNKER, BRILON 1953. | Briloner Sonderbronze |
| 2   | f'        | 1953     | A. Junker, Brilon         | + + MEINE ZEIT STEHT IN DEINEN HÄNDEN + + + 1914 - 1922–1953 + VOM AUFGANG DER SONNE BIS ZU IHREM NIEDERGANG SEI GELOBT DER NAME DES HERRN + A. JUNKER, BRILON 1953. | Briloner Sonderbronze |
| 3   | g'        | 1698     | Johannes Ulrich, Hersfeld | CONVOCET AD CULTUM SACRUM CAMPANA SONORA HAEC POPULUM SPARSUM CORDA MOVETO DEUS IOHANNES ULRICH VON HERSFELT GOS MICH ANNO 1698· außerdem: Wappen des Landgrafen Karl von Hessen mit den Buchstaben C L Z H (Carl Landgraf zu Hessen) | Bronze                |
| 4   | b'        | 1955     | Gebr. Bachert, Karlsruhe  | HERR, ICH HABE LIEB DIE STÄTTE DEINES HAUSES UND DEN ORT, DA DEINE EHRE WOHNET + ZUR 700 JÄHRIGEN KIRCHWEIH DER JOHANNESKIRCHE SPIESCAPPEL AM 29. AUGUST 1955 GOSSEN MICH GEBRÜDER BACHERT, KARLSRUHE. + HALLELUJA + LOBET DEN HERRN IN SEINEM HEILIGTUM + ALLES, WAS ODEM HAT, LOBE DEN HERRN + HALLELUJA +                                                      | Bronze                |

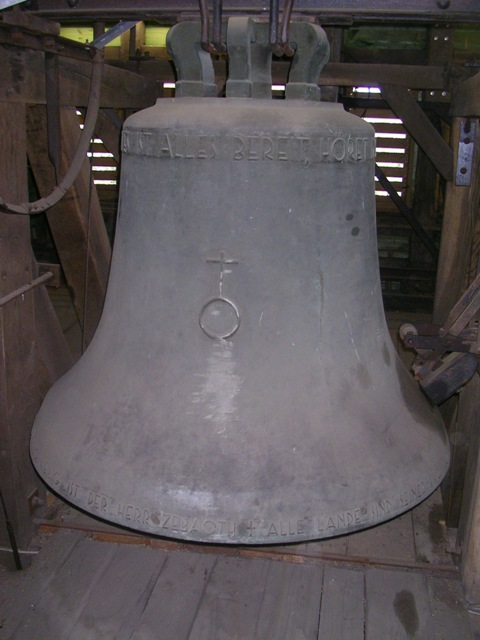
Glocke 1
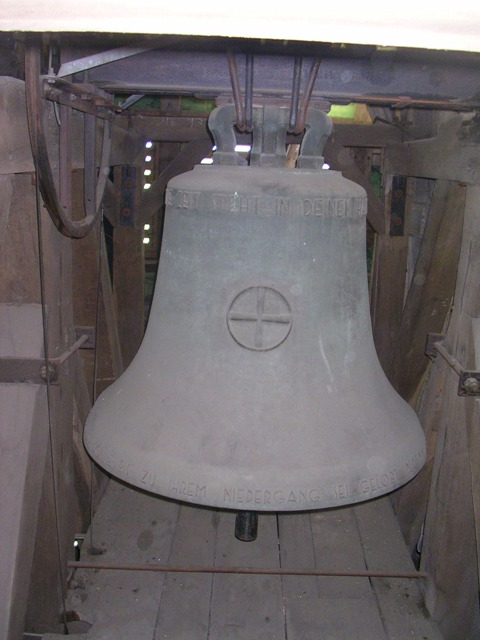
Glocke 2
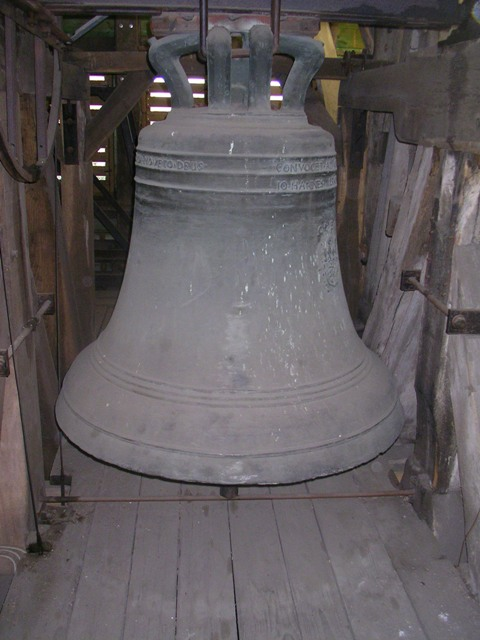
Glocke 3
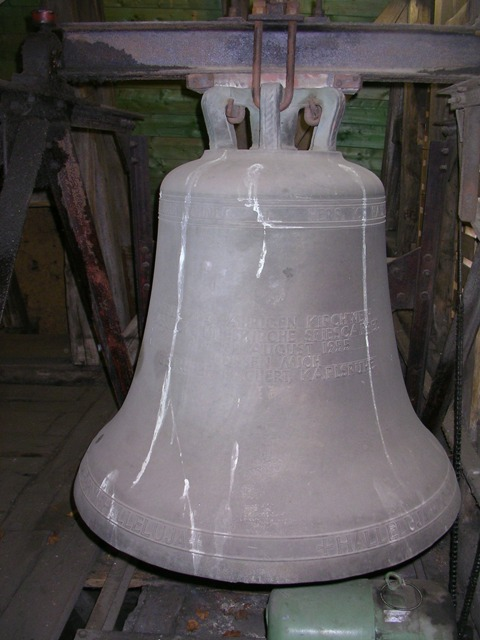
Glocke 4
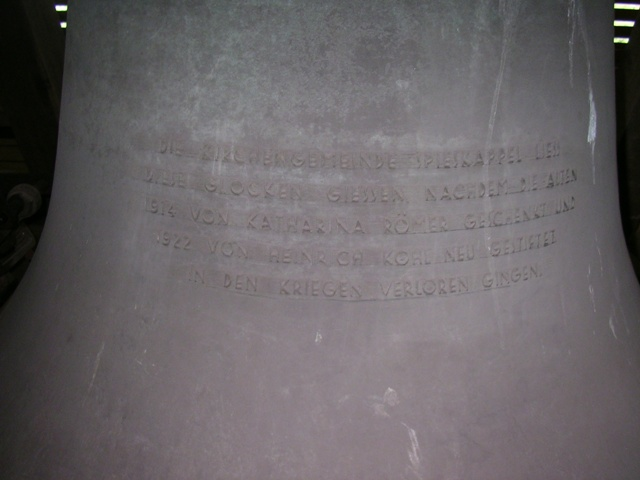
Inschrift Glocke 1